# Хашалов, Афган Камиль оглы
Афган Камиль оглы Хашалов (азерб. Əfqan Kamil oğlu Xaşalov; род. 7 июня 1997 года) — азербайджанский борец вольного стиля, бронзовый призёр чемпионата Европы 2021 года, четырёхкратный чемпион Азербайджана (2016, 2017, 2019, 2021).

## Биография
Родился 7 июня 1997 года в селе Юхары Салахлы Газахского района Азербайджанской Республики. С 2010 года активно занимается борьбой. С 2013 года тренируется под началом Джавида Гурбанзаде. Окончил среднюю школу родного села Юхары Салахлы.
Афган Хашалов побеждал на чемпионате Европы среди юношей, а также выигрывал чемпионаты мира и континента среди юниоров. Так, он является чемпионом Европы 2014 года среди юношей, чемпионом Европы 2017 года среди юниоров и чемпионом мира 2016 года среди юниоров. Также брал серебро на чемпионате мира 2014 года среди юниоров и чемпионате Европы 2018 года среди борцов младше 23 лет.
В октября 2019 года стал бронзовым призёром чемпионата мира среди борцов младше 23 лет, победив в решающей схватке за бронзу россиянина Рамиза Гамзатова.

### Участие во Второй карабахской войне
Осенью 2020 года в рядах Вооружённых сил Азербайджана принимал участие во Второй Карабахской войне. После войны у Хашалова имеются проблемы с нервами, а также ухудшилось зрение. Так, в левый глаз борца попала гильза и он им почти не видит. 24 июня 2021 года распоряжением президента Азербайджанской Республики Ильхама Алиева солдат Афган Камиль оглы Хашалов «за личную доблесть и отвагу, продемонстрированную при участии в боевых операциях за освобождение от оккупации Физулинского района Азербайджанской Республики» был награждён медалью «За освобождение Физули».

### Дальнейшая спортивная карьера
В 2021 году на дебютном для себя на взрослом уровне чемпионате Европы в Варшаве азербайджанский спортсмен завоевал бронзовую медаль, одолев в решающей схватке Арыйана Тутрина из Белоруссии. По словам самого Хашалова, этот чемпионат Европы получился для него тяжелым, так как давно не боролся и не сгонял вес. Некоторую роль, по словам спортсмена, сыграло и длительное отсутствие тренировок. Причину же своего поражения российскому борцу Начыну Монгушу в полуфинале, Хашалов связал с тем, что ошибся со временем, из-за чего не провёл приём до конца.
В октябре 2021 года Хашалов дебютировал на чемпионате мира среди взрослых в норвежском Осло. В 1/8 финала он одолел Роберто Алехандро Бланко из Мексики, однако в четвертьфинале уступил Хорсту Леру из Германии со счётом 1:4. Поражение же Лера в полуфинале лишило Хашалова шанса бороться за бронзу.